# Tom Clegg
Thomas Harrison "Tom" Clegg, född 16 oktober 1934 i Lancashire, död 24 juli 2016, var en brittisk regissör och manusförfattare.

## Filmografi

### Regi
- 1969 - Du skall icke hava lust..!
- 1980 - McVicar
- 1984 - Slagskämpen
- 1989 - Livsfarligt uppdrag
- 1990 - Askungen i Paris
- 1990 - Avhopparen
- 1993 - Sharpe (TV-serie)
- 1998 - Bravo Two Zero
- 2006 - Sharpe's Challenge (TV-film)

### Manus
- 1980 - McVicar
- 1984 - Slagskämpen